# UEFA Nations League 2024–25
UEFA Nations League 2024–25 là mùa giải thứ tư của UEFA Nations League, giải đấu bóng đá quốc tế dành cho các đội tuyển nam quốc gia thuộc 55 hiệp hội thành viên của UEFA.
Tây Ban Nha là đương kim vô địch nhưng bị Bồ Đào Nha đánh bại trong trận chung kết trên loạt luân lưu với tổng tỉ số 5-3

## Thể thức
55 đội tuyển quốc gia của UEFA được chia thành bốn hạng đấu, trong đó các hạng đấu A, B và C gồm 16 đội mỗi hạng, với bốn bảng bốn đội. Hạng đấu D gồm 7 đội được chia thành hai bảng, một bảng bốn đội và một bảng ba đội. Các đội tuyển được phân bổ vào các hạng đấu dựa trên bảng xếp hạng tổng thể UEFA Nations League 2022–23. Mỗi đội sẽ thi đấu sáu trận trong bảng của mình, ngoại trừ một bảng ở Hạng đấu D thi đấu bốn trận, theo thể thức vòng tròn trên sân nhà và sân khách vào các ngày thi đấu đôi trong Lịch thi đấu Trận đấu Quốc tế FIFA. Ở cấp độ cao nhất, Hạng đấu A, các đội cạnh tranh để trở thành nhà vô địch UEFA Nations League. 
Vào ngày 25 tháng 1 năm 2023, UEFA đã phê duyệt một thể thức mới được điều chỉnh sau giai đoạn vòng bảng. Theo thể thức mới, đội nhất và nhì của mỗi bảng ở Hạng đấu A sẽ tham dự vòng tứ kết, dự kiến được tổ chức trong tháng 3 năm 2025 theo thể thức hai lượt trên sân nhà và sân khách. Bốn đội thắng sau đó giành quyền tham dự Vòng chung kết Nations League, được thi đấu theo thể thức loại trực tiếp, bao gồm bán kết, play-off tranh hạng ba và chung kết. Các cặp đấu ở bán kết, cùng với các đội chủ nhà trận tranh hạng ba và chung kết, được xác định qua bốc thăm. Nước chủ nhà của vòng chung kết sẽ được Ủy ban điều hành UEFA lựa chọn trong số bốn đội vào vòng chung kết.
Các đội cũng sẽ thi đấu để thăng hạng và xuống hạng ở một hạng đấu cao hơn hoặc thấp hơn. Đội nhất các bảng Hạng đấu B, C, và D sẽ được thăng hạng, trong khi các đội xếp cuối cùng của mỗi bảng ở Hạng đấu A và B sẽ trực tiếp xuống hạng. Do Hạng đấu C có bốn bảng trong khi Hạng đấu D chỉ có hai, nên hai đội Hạng đấu C có thứ hạng thấp nhất sẽ xuống hạng ở Hạng đấu D (khác với các mùa giải trước khi 4 đội chia làm 2 cặp play-out tránh xuống hạng). Ngoài ra, cũng theo thể thức mới, một vòng play-off lên/xuống hạng hoàn toàn mới sẽ xuất hiện; theo đó các đội đứng thứ ba bảng ở Hạng đấu A sẽ gặp các đội nhì bảng ở hạng đấu B, các đội đứng thứ ba bảng ở Hạng đấu B gặp các đội nhì bảng ở hạng đấu C, và hai đội đứng thứ tư bảng ở Hạng đấu C tốt nhất sẽ gặp các đội nhì bảng ở hạng đấu D. Các trận đấu giữa Hạng đấu A/B và B/C sẽ diễn ra song song với vòng tứ kết vào tháng 3 năm 2025 còn các trận đấu giữa Hạng đấu C/D sẽ diễn ra vào tháng 3 năm 2026, cũng theo thể thức hai lượt trên sân nhà và sân khách. Các đội thắng sẽ tham dự hạng đấu cao hơn, các đội thua sẽ dự hạng đấu thấp hơn.
Trong tất cả các trận đấu diễn ra theo thể thức hai lượt trận, đội có thứ hạng cao hơn sẽ tổ chức trận lượt về trên sân nhà. Nếu tổng số bàn thắng bằng nhau sau 90 phút của trận lượt về, hiệp phụ sẽ được thi đấu (không áp dụng luật bàn thắng sân khách). Nếu tỷ số vẫn hòa sau hiệp phụ, loạt sút luân lưu được sử dụng để quyết định đội thắng.

### Vòng loại Giải vô địch bóng đá thế giới 2026
UEFA Nations League 2024–25 sẽ được liên kết một phần với vòng loại châu Âu cho Giải vô địch bóng đá thế giới 2026, giống như đã được thực hiện với UEFA Nations League 2020–21. 4 đội nhất bảng không nằm trong top 2 của vòng loại bảng có thành tích tốt nhất sẽ tham dự vòng play-off cùng 12 đội nhì bảng.

## Các tiêu chí

### Các tiêu chí xếp hạng vòng bảng
Nếu hai hoặc nhiều đội trong cùng một bảng bằng nhau về điểm số khi kết thúc vòng bảng, các tiêu chí sau đây sẽ được áp dụng:
1. Điểm thu được trong các trận đối đầu trực tiếp giữa các đội liên quan;
2. Hiệu số bàn thắng bại trong các trận đối đầu trực tiếp giữa các đội liên quan;
3. Số bàn thắng ghi được trong các trận đối đầu trực tiếp giữa các đội liên quan;
4. Nếu sau khi áp dụng tiêu chí 1 đến 3, các đội vẫn có thứ hạng bằng nhau, tiêu chí 1 đến 3 được áp dụng lại riêng cho các trận đấu giữa các đội được đề cập để xác định thứ hạng cuối cùng của họ.[a] Nếu việc này không dẫn đến quyết định, các tiêu chí từ 5 đến 11 sẽ được áp dụng;
5. Hiệu số bàn thắng bại trong tất cả các trận đấu bảng;
6. Số bàn thắng ghi được trong tất cả các trận đấu bảng;
7. Số bàn thắng sân khách ghi được trong tất cả các trận đấu bảng;
8. Số trận thắng trong tất cả các trận đấu bảng;
9. Số trận thắng trên sân khách trong tất cả các trận đấu bảng;
10. Tổng điểm kỷ luật trong tất cả các trận đấu bảng (một thẻ vàng trừ 1 điểm, một thẻ đỏ gián tiếp (thẻ vàng thứ hai) trừ 3 điểm, một thẻ đỏ trực tiếp trừ 3 điểm, một thẻ vàng và một thẻ đỏ trực tiếp trừ 4 điểm).
11. Vị trí trong danh sách tham dự UEFA Nations League 2024–25.

Ghi chú
1. ↑  Khi có hai đội trở lên bằng điểm, tiêu chí 1 đến 3 được áp dụng. Sau khi các tiêu chí này được áp dụng, chúng có thể xác định vị trí của một số nhóm liên quan, nhưng không phải tất cả chúng. Ví dụ, nếu có ba bên hòa về điểm, việc áp dụng ba tiêu chí đầu tiên có thể chỉ phá vỡ thế hòa cho một trong hai đội, khiến hai đội còn lại vẫn hòa. Trong trường hợp này, thủ tục hòa giải được tiếp tục lại từ đầu đối với những đội vẫn đang hòa.

### Tiêu chí xếp hạng cho một hạng đấu
Bảng xếp hạng của một hạng đấu được thiết lập theo các tiêu chí sau đây:
1. Thứ hạng ở bảng đấu;
2. Số điểm cao hơn;
3. Hiệu số bàn thắng bại tốt hơn;
4. Số bàn thắng ghi được nhiều hơn;
5. Số bàn thắng ghi được trên sân khách nhiều hơn;
6. Số trận thắng cao hơn;
7. Số trận thắng trên sân khách cao hơn;
8. Tổng điểm kỷ luật thấp hơn (một thẻ vàng trừ 1 điểm, một thẻ đỏ gián tiếp (thẻ vàng thứ hai) trừ 3 điểm, một thẻ đỏ trực tiếp trừ 3 điểm, một thẻ vàng và một thẻ đỏ trực tiếp trừ 4 điểm).
9. Vị trí trong danh sách tham dự UEFA Nations League 2024–25.

Để xếp hạng các đội tuyển trong hạng D, vì các bảng có số đội khác nhau, kết quả thi đấu với đội xếp thứ tư trong bảng D1 sẽ không được cộng vào khi tính thành tích cho các đội nhất bảng, nhì bảng và hạng ba ở bảng D1.
Thứ hạng của bốn đội tốt nhất tại Hạng đấu A được xác định dựa trên thành tích của họ trong Vòng chung kết UEFA Nations League:

### Các tiêu chí xếp hạng cho bảng xếp hạng tổng thể của cả 55 đội
Bảng xếp hạng tổng thể của UEFA Nations League cho tất cả 55 đội được thiết lập như sau:
1. 16 đội của League A (Hạng A) được xếp hạng từ hạng 1 đến hạng 16.
2. 16 đội của League B (Hạng B) được xếp hạng từ hạng 17 đến hạng 32.
3. 16 đội của League C (Hạng C) được xếp hạng từ hạng 33 đến hạng 48.
4. 7 đội của League D (Hạng D) được xếp hạng từ hạng 49 đến hạng 55.

## Lịch thi đấu
Dưới đây là lịch thi đấu của UEFA Nations League 2024–25.
| Giai đoạn                                         | Vòng          | Ngày                    |
| ------------------------------------------------- | ------------- | ----------------------- |
| Vòng bảng                                         | Lượt đấu 1    | 5–7 tháng 9 năm 2024    |
| Vòng bảng                                         | Lượt đấu 2    | 8–10 tháng 9 năm 2024   |
| Vòng bảng                                         | Lượt đấu 3    | 10–12 tháng 10 năm 2024 |
| Vòng bảng                                         | Lượt đấu 4    | 13–15 tháng 10 năm 2024 |
| Vòng bảng                                         | Lượt đấu 5    | 14–16 tháng 11 năm 2024 |
| Vòng bảng                                         | Lượt đấu 6    | 17–19 tháng 11 năm 2024 |
| Tứ kết Hạng đấu A và play-off Hạng đấu A/B và B/C | Lượt đi       | 20 tháng 3 năm 2025     |
| Tứ kết Hạng đấu A và play-off Hạng đấu A/B và B/C | Lượt về       | 23 tháng 3 năm 2025     |
| Vòng chung kết                                    | Bán kết       | 4–5 tháng 6 năm 2025    |
| Vòng chung kết                                    | Tranh hạng ba | 8 tháng 6 năm 2025      |
| Vòng chung kết                                    | Chung kết     | 8 tháng 6 năm 2025      |
| Play-off Hạng đấu C/D                             | Lượt đi       | 26 tháng 3 năm 2026     |
| Play-off Hạng đấu C/D                             | Lượt về       | 31 tháng 3 năm 2026     |

## Xếp hạt giống

Bản đồ hiển thị các giải đấu mà mỗi đội tuyển quốc gia sẽ tham gia.
Hạng đấu A
Hạng đấu B
Hạng đấu C
Hạng đấu D
Đội bị khoá vĩnh viễn khỏi giải đấu

Tất cả 55 đội tuyển quốc gia của UEFA sẽ tham gia tranh tài. Các đội xếp cuối bảng của họ ở Hạng đấu A và B, cũng như những đội thua từ vòng play-off xuống hạng của Hạng đấu C, từ mùa giải 2022–23 sẽ xuống một giải đấu, trong khi đội vô địch Hạng đấu B, C và D sẽ di chuyển lên. Các đội còn lại sẽ ở lại các giải đấu tương ứng của họ.
Các đội dưới đây được xếp thứ tự trong giải đấu của họ theo bảng xếp hạng tổng thể của UEFA Nations League 2022–23.
| Rise | Thăng hạng giải đấu trong mùa giải trước |
| Fall | Xuống hạng giải đấu trong mùa giải trước |

| Đội                  | Prv  | Hạng |
| -------------------- | ---- | ---- |
| Hà Lan               |      | 4    |
| Croatia              |      | 2    |
| Tây Ban Nha          |      | 1    |
| Ý                    |      | 3    |
| Đan Mạch             |      | 5    |
| Bồ Đào Nha           |      | 6    |
| Bỉ                   |      | 7    |
| Hungary              |      | 8    |
| Thụy Sĩ              |      | 9    |
| Đức                  |      | 10   |
| Ba Lan               |      | 11   |
| Pháp                 |      | 12   |
| Israel               | Rise | 17   |
| Bosna và Hercegovina | Rise | 18   |
| Serbia               | Rise | 19   |
| Scotland             | Rise | 20   |

| Đội              | Prv  | Hạng |
| ---------------- | ---- | ---- |
| Áo               | Fall | 13   |
| Séc              | Fall | 14   |
| Anh              | Fall | 15   |
| Wales            | Fall | 16   |
| Phần Lan         |      | 21   |
| Ukraina          |      | 22   |
| Iceland          |      | 23   |
| Na Uy            |      | 24   |
| Slovenia         |      | 25   |
| Cộng hòa Ireland |      | 26   |
| Albania          |      | 27   |
| Montenegro       |      | 28   |
| Gruzia           | Rise | 33   |
| Hy Lạp           | Rise | 34   |
| Thổ Nhĩ Kỳ       | Rise | 35   |
| Kazakhstan       | Rise | 36   |

| Đội            | Prv  | Hạng  |
| -------------- | ---- | ----- |
| România        | Fall | 29    |
| Thụy Điển      | Fall | 30    |
| Armenia        | Fall | 31    |
| Nga            | Fall | 32    |
| Luxembourg     |      | 37    |
| Azerbaijan     |      | 38    |
| Kosovo         |      | 39    |
| Bulgaria       |      | 40    |
| Quần đảo Faroe |      | 41    |
| Bắc Macedonia  |      | 42    |
| Slovakia       |      | 43    |
| Bắc Ireland    |      | 44    |
| CXĐ            |      | 45–48 |
| CXĐ            |      | 45–48 |
| Estonia        | Rise | 49    |
| Latvia         | Rise | 50    |

| Đội       | Hạng |
| --------- | ---- |
| Síp       | 45   |
| Belarus   | 46   |
| Litva     | 47   |
| Gibraltar | 48   |

| Đội           | Prv  | Hạng  |
| ------------- | ---- | ----- |
| CXĐ           | Fall | 45–48 |
| CXĐ           | Fall | 45–48 |
| Moldova       |      | 51    |
| Malta         |      | 52    |
| Andorra       |      | 53    |
| San Marino    |      | 54    |
| Liechtenstein |      | 55    |

1. 1 2 3 4 5  Belarus, Síp, Gibraltar và Litva sẽ tham dự vòng play-off trụ hạng hạng đấu C vào tháng 3 năm 2024 để xác định hai đội ở lại Hạng đấu C và hai đội xuống hạng Hạng đấu D.

## Hạng đấu A

### Bảng A1
| VT | Đội        | ST | T | H | B | BT | BB | HS | Đ  | Giành quyền tham dự hoặc xuống hạng          |  | Bồ Đào Nha | Croatia | Scotland | Ba Lan |
| -- | ---------- | -- | - | - | - | -- | -- | -- | -- | -------------------------------------------- |  | ---------- | ------- | -------- | ------ |
| 1  | Bồ Đào Nha | 6  | 4 | 2 | 0 | 13 | 5  | +8 | 14 | Đi tiếp vào vòng tứ kết                      |  | —          | 2–1     | 2–1      | 5–1    |
| 2  | Croatia    | 6  | 2 | 2 | 2 | 8  | 8  | 0  | 8  | Đi tiếp vào vòng tứ kết                      |  | 1–1        | —       | 2–1      | 1–0    |
| 3  | Scotland   | 6  | 2 | 1 | 3 | 7  | 8  | −1 | 7  | Giành quyền tham dự vòng play-off xuống hạng |  | 0–0        | 1–0     | —        | 2–3    |
| 4  | Ba Lan (R) | 6  | 1 | 1 | 4 | 9  | 16 | −7 | 4  | Xuống hạng đến Hạng đấu B                    |  | 1–3        | 3–3     | 1–2      | —      |

### Bảng A2
| VT | Đội        | ST | T | H | B | BT | BB | HS | Đ  | Giành quyền tham dự hoặc xuống hạng          |  | Pháp | Ý   | Bỉ  | Israel |
| -- | ---------- | -- | - | - | - | -- | -- | -- | -- | -------------------------------------------- |  | ---- | --- | --- | ------ |
| 1  | Pháp       | 6  | 4 | 1 | 1 | 12 | 6  | +6 | 13 | Đi tiếp vào vòng tứ kết                      |  | —    | 1–3 | 2–0 | 0–0    |
| 2  | Ý          | 6  | 4 | 1 | 1 | 13 | 8  | +5 | 13 | Đi tiếp vào vòng tứ kết                      |  | 1–3  | —   | 2–2 | 4–1    |
| 3  | Bỉ         | 6  | 1 | 1 | 4 | 6  | 9  | −3 | 4  | Giành quyền tham dự vòng play-off xuống hạng |  | 1–2  | 0–1 | —   | 3–1    |
| 4  | Israel (R) | 6  | 1 | 1 | 4 | 5  | 13 | −8 | 4  | Xuống hạng đến Hạng đấu B                    |  | 1–4  | 1–2 | 1–0 | —      |

1. 1 2  Hòa kết quả đối đầu. Hiệu số bàn thắng: Pháp +6, Ý +5.
2. 1 2  Hòa điểm đối đầu. Hiệu số bàn thắng đối đầu: Bỉ +1, Israel –1.

### Bảng A3
| VT | Đội                      | ST | T | H | B | BT | BB | HS  | Đ  | Giành quyền tham dự hoặc xuống hạng          |  | Đức | Hà Lan | Hungary | Bosna và Hercegovina |
| -- | ------------------------ | -- | - | - | - | -- | -- | --- | -- | -------------------------------------------- |  | --- | ------ | ------- | -------------------- |
| 1  | Đức                      | 6  | 4 | 2 | 0 | 18 | 4  | +14 | 14 | Đi tiếp vào vòng tứ kết                      |  | —   | 1–0    | 5–0     | 7–0                  |
| 2  | Hà Lan                   | 6  | 2 | 3 | 1 | 13 | 7  | +6  | 9  | Đi tiếp vào vòng tứ kết                      |  | 2–2 | —      | 4–0     | 5–2                  |
| 3  | Hungary                  | 6  | 1 | 3 | 2 | 4  | 11 | −7  | 6  | Giành quyền tham dự vòng play-off xuống hạng |  | 1–1 | 1–1    | —       | 0–0                  |
| 4  | Bosna và Hercegovina (R) | 6  | 0 | 2 | 4 | 4  | 17 | −13 | 2  | Xuống hạng đến Hạng đấu B                    |  | 1–2 | 1–1    | 0–2     | —                    |

### Bảng A4
| VT | Đội         | ST | T | H | B | BT | BB | HS | Đ  | Giành quyền tham dự hoặc xuống hạng          |  | Tây Ban Nha | Đan Mạch | Serbia | Thụy Sĩ |
| -- | ----------- | -- | - | - | - | -- | -- | -- | -- | -------------------------------------------- |  | ----------- | -------- | ------ | ------- |
| 1  | Tây Ban Nha | 6  | 5 | 1 | 0 | 13 | 4  | +9 | 16 | Đi tiếp vào vòng tứ kết                      |  | —           | 1–0      | 3–0    | 3–2     |
| 2  | Đan Mạch    | 6  | 2 | 2 | 2 | 7  | 5  | +2 | 8  | Đi tiếp vào vòng tứ kết                      |  | 1–2         | —        | 2–0    | 2–0     |
| 3  | Serbia      | 6  | 1 | 3 | 2 | 3  | 6  | −3 | 6  | Giành quyền tham dự vòng play-off xuống hạng |  | 0–0         | 0–0      | —      | 2–0     |
| 4  | Thụy Sĩ (R) | 6  | 0 | 2 | 4 | 6  | 14 | −8 | 2  | Xuống hạng đến Hạng đấu B                    |  | 1–4         | 2–2      | 1–1    | —       |

### Vòng đấu loại trực tiếp

#### Nhánh đấu
|  |                     |                     |                     |            |        |                       |       |                       |                       |                       |  |  |                        |                        |                        |
|  | Tứ kết              | Tứ kết              | Tứ kết              | Tứ kết     | Tứ kết |                       |       | Bán kết               | Bán kết               | Bán kết               |  |  | Chung kết              | Chung kết              | Chung kết              |
|  | Tứ kết              | Tứ kết              | Tứ kết              | Tứ kết     | Tứ kết |                       |       | Bán kết               | Bán kết               | Bán kết               |  |  | Chung kết              | Chung kết              | Chung kết              |
|  |                     |                     |                     |            |        |                       |       |                       |                       |                       |  |  |                        |                        |                        |
|  |                     |                     |                     |            |        |                       |       |                       |                       |                       |  |  |                        |                        |                        |
|  | Ý                   | Ý                   | 1                   | 3          | 4      |                       |       |                       |                       |                       |  |  |                        |                        |                        |
|  | Ý                   | Ý                   | 1                   | 3          | 4      | 4 tháng 6 – Munich    |       |                       |                       |                       |  |  |                        |                        |                        |
|  | Đức                 | Đức                 | 2                   | 3          | 5      |                       |       |                       |                       |                       |  |  |                        |                        |                        |
|  | Đức                 | Đức                 | 2                   | 3          | 5      |                       |       | Đức                   | Đức                   | 1                     |  |  |                        |                        |                        |
|  |                     |                     |                     |            |        |                       |       | Đức                   | Đức                   | 1                     |  |  |                        |                        |                        |
|  |                     |                     | Bồ Đào Nha          | Bồ Đào Nha | 2      |                       |       |                       |                       |                       |  |  |                        |                        |                        |
|  | Đan Mạch            | Đan Mạch            | Bồ Đào Nha          | Bồ Đào Nha | 2      | 1                     | 2     | 3                     |                       |                       |  |  |                        |                        |                        |
|  | Đan Mạch            | Đan Mạch            |                     |            |        | 1                     | 2     | 3                     | 8 tháng 6 – Munich    |                       |  |  |                        |                        |                        |
|  | Bồ Đào Nha (s.h.p.) | Bồ Đào Nha (s.h.p.) | 0                   | 5          | 5      |                       |       |                       |                       |                       |  |  |                        |                        |                        |
|  | Bồ Đào Nha (s.h.p.) | Bồ Đào Nha (s.h.p.) | 0                   | 5          | 5      | Bồ Đào Nha            |       |                       |                       |                       |  |  |                        |                        |                        |
|  |                     |                     |                     |            |        |                       |       |                       |                       |                       |  |  |                        |                        |                        |
|  |                     |                     | Đội thắng bán kết B |            |        |                       |       |                       |                       |                       |  |  |                        |                        |                        |
|  | Hà Lan              | Hà Lan              | 2                   | 3          | 5 (4)  |                       |       |                       |                       |                       |  |  |                        |                        |                        |
|  | Hà Lan              | Hà Lan              | 2                   | 3          | 5 (4)  | 5 tháng 6 – Stuttgart |       |                       |                       |                       |  |  |                        |                        |                        |
|  | Tây Ban Nha (p)     | Tây Ban Nha (p)     | 2                   | 3          | 5 (5)  |                       |       |                       |                       |                       |  |  |                        |                        |                        |
|  | Tây Ban Nha (p)     | Tây Ban Nha (p)     | 2                   | 3          | 5 (5)  |                       |       | Tây Ban Nha           | Tây Ban Nha           |                       |  |  | Play-off tranh hạng ba | Play-off tranh hạng ba | Play-off tranh hạng ba |
|  |                     |                     |                     |            |        |                       |       | Tây Ban Nha           | Tây Ban Nha           |                       |  |  | Play-off tranh hạng ba | Play-off tranh hạng ba | Play-off tranh hạng ba |
|  |                     |                     | Pháp                | Pháp       |        |                       |       | 8 tháng 6 – Stuttgart | 8 tháng 6 – Stuttgart | 8 tháng 6 – Stuttgart |  |  |                        |                        |                        |
|  | Croatia             | Croatia             | Pháp                | Pháp       | 2      | 0                     | 2 (4) | 8 tháng 6 – Stuttgart | 8 tháng 6 – Stuttgart | 8 tháng 6 – Stuttgart |  |  |                        |                        |                        |
|  | Croatia             | Croatia             |                     |            | 2      | 0                     | 2 (4) | Đức                   |                       |                       |  |  |                        |                        |                        |
|  | Pháp (p)            | Pháp (p)            | 0                   | 2          | 2 (5)  |                       |       |                       |                       |                       |  |  |                        |                        |                        |
|  | Pháp (p)            | Pháp (p)            | 0                   | 2          | 2 (5)  | Đội thua bán kết B    |       |                       |                       |                       |  |  |                        |                        |                        |
|  |                     |                     |                     |            |        |                       |       |                       |                       |                       |  |  |                        |                        |                        |

#### Tứ kết
Các trận lượt đi sẽ diễn ra vào ngày 20 tháng 3, các trận lượt về sẽ diễn ra vào ngày 23 tháng 3 năm 2025.
| Đội 1    | TTSTooltip Aggregate score | Đội 2       | Lượt đi | Lượt về      |
| -------- | -------------------------- | ----------- | ------- | ------------ |
| Hà Lan   | 5–5 (4–5 p)                | Tây Ban Nha | 2–2     | 3–3 (s.h.p.) |
| Croatia  | 2–2 (4–5 p)                | Pháp        | 2–0     | 0–2 (s.h.p.) |
| Đan Mạch | 3–5                        | Bồ Đào Nha  | 1–0     | 2–5 (s.h.p.) |
| Ý        | 4–5                        | Đức         | 1–2     | 3–3          |

#### Vòng chung kết Nations League
UEFA công bố đội thắng trong trận đấu giữa Đức và Ý, khi Đức đã giành chiến thắng, trở thành chủ nhà cho vòng chung kết. Các cặp đấu bán kết được xác định bằng hình thức bốc thăm mở. Vì mục đích sắp xếp lịch thi đấu, đội chủ nhà được phân bổ vào trận bán kết 1 với tư cách là đội chủ nhà trên danh nghĩa.

##### Bán kết
| Đức         | 1–2      | Bồ Đào Nha                    |
| ----------- | -------- | ----------------------------- |
| - Wirtz 48' | Chi tiết | - Conceição 63' - Ronaldo 68' |

| Tây Ban Nha                                                      | 5–4      | Pháp                                                                     |
| ---------------------------------------------------------------- | -------- | ------------------------------------------------------------------------ |
| - Williams 22' - Merino 25' - Yamal 54' (ph.đ.), 67' - Pedri 55' | Chi tiết | - Mbappé 59' (ph.đ.) - Cherki 79' - Vivian 84' (l.n.) - Kolo Muani 90+3' |

##### Play-off tranh hạng ba
| Đức | 0–2      | Pháp                       |
| --- | -------- | -------------------------- |
|     | Chi tiết | - Mbappé 45+1' - Olise 84' |

## Hạng đấu B

### Bảng B1
| VT | Đội         | ST | T | H | B | BT | BB | HS | Đ  | Thăng hạng, giành quyền tham dự hoặc xuống hạng |  | Séc | Ukraina | Gruzia | Albania |
| -- | ----------- | -- | - | - | - | -- | -- | -- | -- | ----------------------------------------------- |  | --- | ------- | ------ | ------- |
| 1  | Séc (P)     | 6  | 3 | 2 | 1 | 9  | 8  | +1 | 11 | Thăng hạng lên Hạng đấu A                       |  | —   | 3–2     | 2–1    | 2–0     |
| 2  | Ukraina     | 6  | 2 | 2 | 2 | 8  | 8  | 0  | 8  | Giành quyền tham dự vòng play-off thăng hạng    |  | 1–1 | —       | 1–0    | 1–2     |
| 3  | Gruzia      | 6  | 2 | 1 | 3 | 7  | 6  | +1 | 7  | Giành quyền tham dự vòng play-off xuống hạng    |  | 4–1 | 1–1     | —      | 0–1     |
| 4  | Albania (R) | 6  | 2 | 1 | 3 | 4  | 6  | −2 | 7  | Xuống hạng đến Hạng đấu C                       |  | 0–0 | 1–2     | 0–1    | —       |

1. 1 2  Hòa kết quả đối đầu, hiệu số bàn thắng: Gruzia +1, Albania –2.

### Bảng B2
| VT | Đội              | ST | T | H | B | BT | BB | HS  | Đ  | Thăng hạng, giành quyền tham dự hoặc xuống hạng |  | Anh | Hy Lạp | Cộng hòa Ireland | Phần Lan |
| -- | ---------------- | -- | - | - | - | -- | -- | --- | -- | ----------------------------------------------- |  | --- | ------ | ---------------- | -------- |
| 1  | Anh (P)          | 6  | 5 | 0 | 1 | 16 | 3  | +13 | 15 | Thăng hạng lên Hạng đấu A                       |  | —   | 1–2    | 5–0              | 2–0      |
| 2  | Hy Lạp           | 6  | 5 | 0 | 1 | 11 | 4  | +7  | 15 | Giành quyền tham dự vòng play-off thăng hạng    |  | 0–3 | —      | 2–0              | 3–0      |
| 3  | Cộng hòa Ireland | 6  | 2 | 0 | 4 | 3  | 12 | −9  | 6  | Giành quyền tham dự vòng play-off xuống hạng    |  | 0–2 | 0–2    | —                | 1–0      |
| 4  | Phần Lan (R)     | 6  | 0 | 0 | 6 | 2  | 13 | −11 | 0  | Xuống hạng đến Hạng đấu C                       |  | 1–3 | 0–2    | 1–2              | —        |

1. 1 2  Hòa điểm đối đầu. Hiệu só đối đầu: Anh +2, Hy Lạp −2.

### Bảng B3
| VT | Đội            | ST | T | H | B | BT | BB | HS  | Đ  | Thăng hạng, giành quyền tham dự hoặc xuống hạng |  | Na Uy | Áo  | Slovenia | Kazakhstan |
| -- | -------------- | -- | - | - | - | -- | -- | --- | -- | ----------------------------------------------- |  | ----- | --- | -------- | ---------- |
| 1  | Na Uy (P)      | 6  | 4 | 1 | 1 | 15 | 7  | +8  | 13 | Thăng hạng lên Hạng đấu A                       |  | —     | 2–1 | 3–0      | 5–0        |
| 2  | Áo             | 6  | 3 | 2 | 1 | 14 | 5  | +9  | 11 | Giành quyền tham dự vòng play-off thăng hạng    |  | 5–1   | —   | 1–1      | 4–0        |
| 3  | Slovenia       | 6  | 2 | 2 | 2 | 7  | 9  | −2  | 8  | Giành quyền tham dự vòng play-off xuống hạng    |  | 1–4   | 1–1 | —        | 3–0        |
| 4  | Kazakhstan (R) | 6  | 0 | 1 | 5 | 0  | 15 | −15 | 1  | Xuống hạng đến Hạng đấu C                       |  | 0–0   | 0–2 | 0–1      | —          |

### Bảng B4
| VT | Đội            | ST | T | H | B | BT | BB | HS | Đ  | Thăng hạng, giành quyền tham dự hoặc xuống hạng |  | Wales | Thổ Nhĩ Kỳ | Iceland | Montenegro |
| -- | -------------- | -- | - | - | - | -- | -- | -- | -- | ----------------------------------------------- |  | ----- | ---------- | ------- | ---------- |
| 1  | Wales (P)      | 6  | 3 | 3 | 0 | 9  | 4  | +5 | 12 | Thăng hạng lên Hạng đấu A                       |  | —     | 0–0        | 4–1     | 1–0        |
| 2  | Thổ Nhĩ Kỳ     | 6  | 3 | 2 | 1 | 9  | 6  | +3 | 11 | Giành quyền tham dự vòng play-off thăng hạng    |  | 0–0   | —          | 3–1     | 1–0        |
| 3  | Iceland        | 6  | 2 | 1 | 3 | 10 | 13 | −3 | 7  | Giành quyền tham dự vòng play-off xuống hạng    |  | 2–2   | 2–4        | —       | 2–0        |
| 4  | Montenegro (R) | 6  | 1 | 0 | 5 | 4  | 9  | −5 | 3  | Xuống hạng đến Hạng đấu C                       |  | 1–2   | 3–1        | 0–2     | —          |

## Hạng đấu C

### Bảng C1
| VT | Đội            | ST | T | H | B | BT | BB | HS  | Đ  | Thăng hạng, giành quyền tham dự hoặc xuống hạng |  | Thụy Điển | Slovakia | Estonia | Azerbaijan |
| -- | -------------- | -- | - | - | - | -- | -- | --- | -- | ----------------------------------------------- |  | --------- | -------- | ------- | ---------- |
| 1  | Thụy Điển (P)  | 6  | 5 | 1 | 0 | 19 | 4  | +15 | 16 | Thăng hạng lên Hạng đấu B                       |  | —         | 2–1      | 3–0     | 6–0        |
| 2  | Slovakia       | 6  | 4 | 1 | 1 | 10 | 5  | +5  | 13 | Giành quyền tham dự vòng play-off thăng hạng    |  | 2–2       | —        | 1–0     | 2–0        |
| 3  | Estonia        | 6  | 1 | 1 | 4 | 3  | 9  | −6  | 4  |                                                 |  | 0–3       | 0–1      | —       | 3–1        |
| 4  | Azerbaijan (R) | 6  | 0 | 1 | 5 | 3  | 17 | −14 | 1  | Xuống hạng đến Hạng đấu D                       |  | 1–3       | 1–3      | 0–0     | —          |

### Bảng C2
| VT | Đội         | ST | T | H | B | BT | BB | HS  | Đ  | Thăng hạng, giành quyền tham dự hoặc xuống hạng |  | România | Kosovo | Cộng hòa Síp | Litva |
| -- | ----------- | -- | - | - | - | -- | -- | --- | -- | ----------------------------------------------- |  | ------- | ------ | ------------ | ----- |
| 1  | România (P) | 6  | 6 | 0 | 0 | 18 | 3  | +15 | 18 | Thăng hạng lên Hạng đấu B                       |  | —       | 3–0    | 4–1          | 3–1   |
| 2  | Kosovo      | 6  | 4 | 0 | 2 | 10 | 7  | +3  | 12 | Giành quyền tham dự vòng play-off thăng hạng    |  | 0–3     | —      | 3–0          | 1–0   |
| 3  | Síp         | 6  | 2 | 0 | 4 | 4  | 15 | −11 | 6  |                                                 |  | 0–3     | 0–4    | —            | 2–1   |
| 4  | Litva (R)   | 6  | 0 | 0 | 6 | 4  | 11 | −7  | 0  | Xuống hạng đến Hạng đấu D                       |  | 1–2     | 1–2    | 0–1          | —     |

1. ↑  Trận đấu giữa România và Kosovo đã bị tạm dừng khi tỷ số là 0–0 ở những phút bù giờ hiệp hai, sau khi các cổ động viên của România bị cáo buộc đã có những khẩu hiệu ủng hộ Serbia và chống lại Kosovo. Các cầu thủ của Kosovo đã rời sân, trận đấu sau đó cũng đã bị hủy.[15] UEFA sau đó đã xử România thắng 3–0 do các cầu thủ Kosovo tự ý bỏ trận đấu.[16]

### Bảng C3
| VT | Đội             | ST | T | H | B | BT | BB | HS | Đ  | Thăng hạng, giành quyền tham dự hoặc xuống hạng |  | Bắc Ireland | Bulgaria | Belarus | Luxembourg |
| -- | --------------- | -- | - | - | - | -- | -- | -- | -- | ----------------------------------------------- |  | ----------- | -------- | ------- | ---------- |
| 1  | Bắc Ireland (P) | 6  | 3 | 2 | 1 | 11 | 3  | +8 | 11 | Thăng hạng lên Hạng đấu B                       |  | —           | 5–0      | 2–0     | 2–0        |
| 2  | Bulgaria        | 6  | 2 | 3 | 1 | 3  | 6  | −3 | 9  | Giành quyền tham dự vòng play-off thăng hạng    |  | 1–0         | —        | 1–1     | 0–0        |
| 3  | Belarus         | 6  | 1 | 4 | 1 | 3  | 4  | −1 | 7  |                                                 |  | 0–0         | 0–0      | —       | 1–1        |
| 4  | Luxembourg      | 6  | 0 | 3 | 3 | 3  | 7  | −4 | 3  | Giành quyền tham dự vòng play-off xuống hạng    |  | 2–2         | 0–1      | 0–1     | —          |

### Bảng C4
| VT | Đội               | ST | T | H | B | BT | BB | HS | Đ  | Thăng hạng, giành quyền tham dự hoặc xuống hạng |  | Bắc Macedonia | Armenia | Quần đảo Faroe | Latvia |
| -- | ----------------- | -- | - | - | - | -- | -- | -- | -- | ----------------------------------------------- |  | ------------- | ------- | -------------- | ------ |
| 1  | Bắc Macedonia (P) | 6  | 5 | 1 | 0 | 10 | 1  | +9 | 16 | Thăng hạng lên Hạng đấu B                       |  | —             | 2–0     | 1–0            | 1–0    |
| 2  | Armenia           | 6  | 2 | 1 | 3 | 8  | 9  | −1 | 7  | Giành quyền tham dự vòng play-off thăng hạng    |  | 0–2           | —       | 0–1            | 4–1    |
| 3  | Quần đảo Faroe    | 6  | 1 | 3 | 2 | 5  | 6  | −1 | 6  |                                                 |  | 1–1           | 2–3     | —              | 1–1    |
| 4  | Latvia            | 6  | 1 | 1 | 4 | 4  | 11 | −7 | 4  | Giành quyền tham dự vòng play-off xuống hạng    |  | 0–3           | 1–2     | 1–0            | —      |

## Hạng đấu D

### Bảng D1
| VT | Đội            | ST | T | H | B | BT | BB | HS | Đ | Thăng hạng hoặc giành quyền tham dự          |  | San Marino | Gibraltar | Liechtenstein |
| -- | -------------- | -- | - | - | - | -- | -- | -- | - | -------------------------------------------- |  | ---------- | --------- | ------------- |
| 1  | San Marino (P) | 4  | 2 | 1 | 1 | 5  | 3  | +2 | 7 | Thăng hạng lên Hạng đấu C                    |  | —          | 1–1       | 1–0           |
| 2  | Gibraltar      | 4  | 1 | 3 | 0 | 4  | 3  | +1 | 6 | Giành quyền tham dự vòng play-off thăng hạng |  | 1–0        | —         | 2–2           |
| 3  | Liechtenstein  | 4  | 0 | 2 | 2 | 3  | 6  | −3 | 2 |                                              |  | 1–3        | 0–0       | —             |

### Bảng D2
| VT | Đội         | ST | T | H | B | BT | BB | HS | Đ | Thăng hạng hoặc giành quyền tham dự          |  | Moldova | Malta | Andorra |
| -- | ----------- | -- | - | - | - | -- | -- | -- | - | -------------------------------------------- |  | ------- | ----- | ------- |
| 1  | Moldova (P) | 4  | 3 | 0 | 1 | 5  | 1  | +4 | 9 | Thăng hạng lên Hạng đấu C                    |  | —       | 2–0   | 2–0     |
| 2  | Malta       | 4  | 2 | 1 | 1 | 2  | 2  | 0  | 7 | Giành quyền tham dự vòng play-off thăng hạng |  | 1–0     | —     | 0–0     |
| 3  | Andorra     | 4  | 0 | 1 | 3 | 0  | 4  | −4 | 1 |                                              |  | 0–1     | 0–1   | —       |

## Vòng play-off thăng hạng/xuống hạng
Buổi bốc thăm vòng play-off thăng hạng/xuống hạng được tổ chức vào lúc 12:00 CET ngày 22 tháng 11 năm 2024 tại trụ sở của UEFA ở Nyon, Thụy Sĩ, diễn ra cùng với buổi lễ bốc thăm tứ kết và bán kết dành cho hạng đấu A.

### Hạng đấu A vs Hạng đấu B
| Đội 1      | TTSTooltip Aggregate score | Đội 2    | Lượt đi | Lượt về |
| ---------- | -------------------------- | -------- | ------- | ------- |
| Thổ Nhĩ Kỳ | 1                          | Hungary  | 3–1     | 23 thg3 |
| Ukraina    | 2                          | Bỉ       | 3–1     | 23 thg3 |
| Áo         | 3                          | Serbia   | 1–1     | 23 thg3 |
| Hy Lạp     | 4                          | Scotland | 0–1     | 23 thg3 |

### Hạng đấu B vs Hạng đấu C
| Đội 1    | TTSTooltip Aggregate score | Đội 2            | Lượt đi | Lượt về |
| -------- | -------------------------- | ---------------- | ------- | ------- |
| Kosovo   | 1                          | Iceland          | 2–1     | 23 thg3 |
| Bulgaria | 2                          | Cộng hòa Ireland | 1–2     | 23 thg3 |
| Armenia  | 3                          | Gruzia           | 0–3     | 23 thg3 |
| Slovakia | 4                          | Slovenia         | 0–0     | 23 thg3 |

### Hạng đấu C vs Hạng đấu D
| Đội 1     | TTSTooltip Aggregate score | Đội 2      | Lượt đi     | Lượt về     |
| --------- | -------------------------- | ---------- | ----------- | ----------- |
| Gibraltar | 1                          | Latvia     | 26 thg3 '26 | 31 thg3 '26 |
| Malta     | 2                          | Luxembourg | 26 thg3 '26 | 31 thg3 '26 |